# 오에노키 가쓰미
오에노키 가쓰미(일본어: 大榎 克己, 1965년 4월 3일 ~ )는 일본의 전직 축구 선수이자 축구 지도자로 선수 시절 포지션은 미드필더였다.

## 선수 시절

### 클럽
1988년 야마하 발동기에서 프로에 데뷔한 뒤 1991년까지 61경기 6골을 기록하며 1989년 JSL컵 준우승, 1989년 일왕배 준우승에 기여했고 그 뒤 1992년 고향팀인 시미즈 에스펄스로 이적하여 2002년 은퇴할 때까지 10년간 시미즈의 주전 미드필더로 334경기 20골을 기록하며 일왕배 1회 우승 및 2회 준우승, J리그컵 1회 우승 및 2회 준우승, J1리그 1999 시즌 준우승, 1999-2000년 아시안 컵위너스컵 우승 등에 공헌했다.

### 국가대표팀
그는 1988년 AFC 아시안컵에 참가할 일본 국가대표 B팀에 발탁되었다.
1989년 5월 5일 대한민국과의 친선 경기에서 국제 A매치 데뷔전을 치렀고 이후 1990년 FIFA 월드컵 아시아 지역 예선 3경기를 소화한 뒤 1990년 통산 A매치 5경기의 전적을 남기고 국가대표팀 유니폼을 반납했다.

## 지도자 경력
2003년 친정팀인 시미즈 S-펄스의 코치로 본격적인 지도자 커리어를 시작한 이후 2004년부터 2007년까지 모교인 와세다 대학의 감독을 맡아 모교의 2006년 일본 대학 축구 대회 준우승을 이끌어냈고 2008년에는 시미즈 유소년팀의 감독을 역임하기도 했으며 2014년 시미즈 에스펄스 성인팀의 감독을 맡았으나 팀 성적은 그다지 신통치 못했고 결국 2015년 사임했다.

## 통계
| 일본 | 일본 | 일본 |
| 연도 | 출전 | 득점 |
| ---- | ---- | ---- |
| 1989 | 4    | 0    |
| 1990 | 1    | 0    |
| 통산 | 5    | 0    |